# Odontopera surtur
Odontopera surtur là một loài bướm đêm trong họ Geometridae.